# Alexandru Buligan
Alexandru Buligan (nascut el 22 d'abril de 1960 a Drobeta-Turnu Severin), és un exjugador d'handbol romanès, que va participar en els Jocs Olímpics d'Estiu de 1984 i en els Jocs Olímpics d'Estiu de 1992.

## Carrera esportiva
Va debutar com a professional amb 17 anys a la Politècnica de Timisoara. El seu següent equip va ser el Dinamo de Bucarest, des d'on va passar a la lliga Asobal el 1990, per jugar a l'Arrate basc. Després d'un breu pas pel Guadalajara, el 1995 va fitxar pel Portland San Antonio, on es va retirar el 2002. En el seu palmarès hi té una Copa de Romania i una lliga Asobal. Al San Antonio hi va estar set anys com a jugador i vuit més realitzant tasques de delegat, entrenador de porters i relacions públiques amb l'EHF, així com d'entrenador ajudant de Javier Cabanas i Chechu Villaldea. El juny de 2010 va deixar Pamplona per anar a entrenar l'HC Constanta, l'equip campió vigent de la lliga romanesa d'handbol.

### Selecció romanesa
Amb la seva selecció hi va jugar 230 partits com a porter.
A Los Angeles 1984 fou membre de l'equip romanès que va guanyar la medalla de bronze. Hi va jugar tots sis partits com a porter.
Vuit anys més tard, formà part de l'equip romanès que acabà vuitè a l'Olimpíada de Barcelona’92. També aquí hi va jugar tots sis partits, com a porter.